# Sa la
Sala (danh pháp khoa học: Shorea robusta) là một loài thực vật có hoa trong họ Dầu. Loài này được Gaertn. miêu tả khoa học đầu tiên năm 1805.

## Phân bố

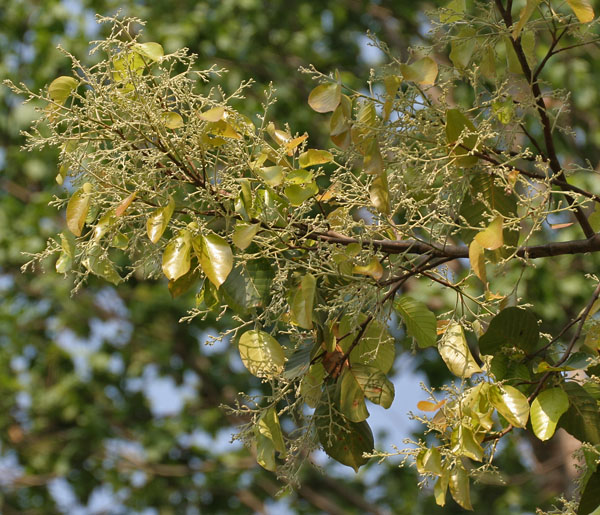
Những chiếc lá non với nụ hoa tại Jayanti trong Khu bảo tồn hổ Buxa ở huyện Jalpaiguri của Tây Bengal, Ấn Độ.

Loài cây này là loài bản địa Tiểu lục địa Ấn Độ, nằm ở phía nam Himalaya, từ Myanmar ở phía đông đến Nepal, Ấn Độ và Bangladesh. Ở Ấn Độ, nó kéo dài từ Assam, Bengal, Orissa và Jharkhand về phía tây đến đồi Shivalik ở Haryana, phía đông của Yamuna. Phạm vi cũng kéo dài qua Ghats Đông và đến phía đông Vindhya và Satpura của miền trung Ấn Độ. Nó thường là cây chiếm ưu thế trong các khu rừng nơi nó xảy ra. Ở Nepal, nó được tìm thấy chủ yếu ở khu vực terai từ đông sang tây, đặc biệt, ở dãy Churia (Đồi Shivalik Phạm vi Churia) ở vùng khí hậu cận nhiệt đới. Có nhiều khu vực được bảo vệ, chẳng hạn như vườn quốc gia Chitwan, vườn quốc gia Bardiya vườn quốc gia Bardia, vườn quốc gia Shuklaphanta, v.v., nơi có những rừng cây rậm rạp khổng lồ. Loài cây này cũng được tìm thấy ở vành đai dưới của vùng đồi núi và thung lũng Terai, Nepal.

## Miêu tả
Sala có tốc độ phát triển từ trung bình đến chậm và có thể đạt chiều cao từ 30 đến 35 m và đường kính thân lên tới 2-2,5 m. lá dài 10–25 cm và rộng 5–15 cm. Trong các khu vực ẩm ướt hơn, nó là thường xanh; ở những vùng khô hơn, đó là mùa khô rụng lá, rụng hầu hết các lá vào giữa tháng Hai đến tháng Tư, lại ra lá vào tháng Tư và tháng Năm.

## Tôn giáo

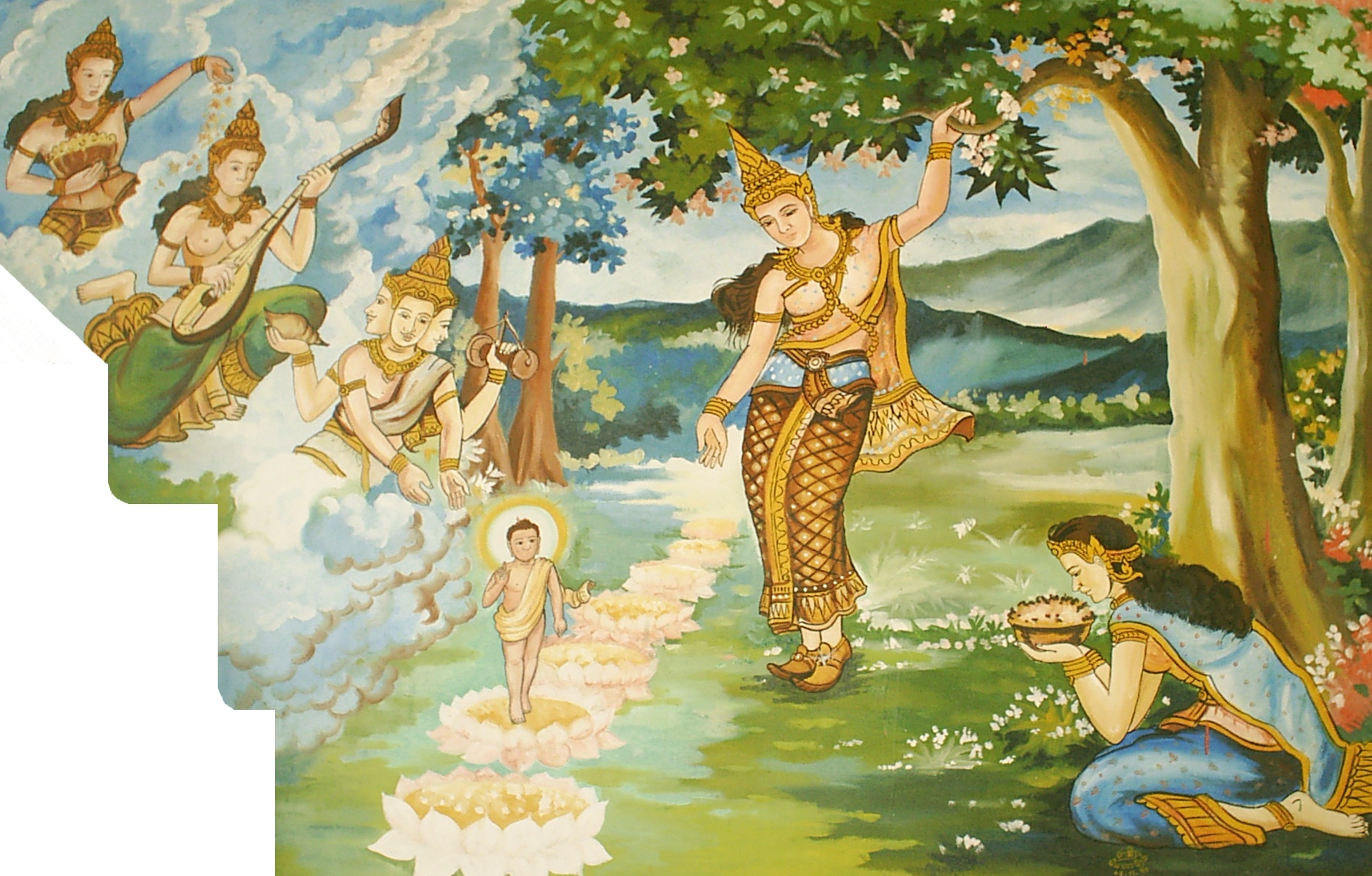
Hoàng hậu Maya sinh ra Tất-đạt-đa Cồ-đàm dưới gốc cây sala

Theo truyền thống Hindu, cây sala được cho là được ưa chuộng bởi Vishnu.
Tương truyền trong Phật giáo, Hoàng hậu Māyā của Sakya đã sinh ra Gautama Buddha dưới một gốc cây sala. Theo phong tục, hoàng hậu phải trở về quê nhà cho việc sinh nở. Trên đường, bà ra khỏi kiệu và đi bộ dưới bóng cây sala, trong khu vườn hoa rực rỡ ở vườn Lâm-Tỳ-Ni, Nepal. Hoàng hậu Maya rất thích khu vườn và hạ sinh thái tử khi đang đứng và giữ một cành cây sala. 

## Nhầm lẫn

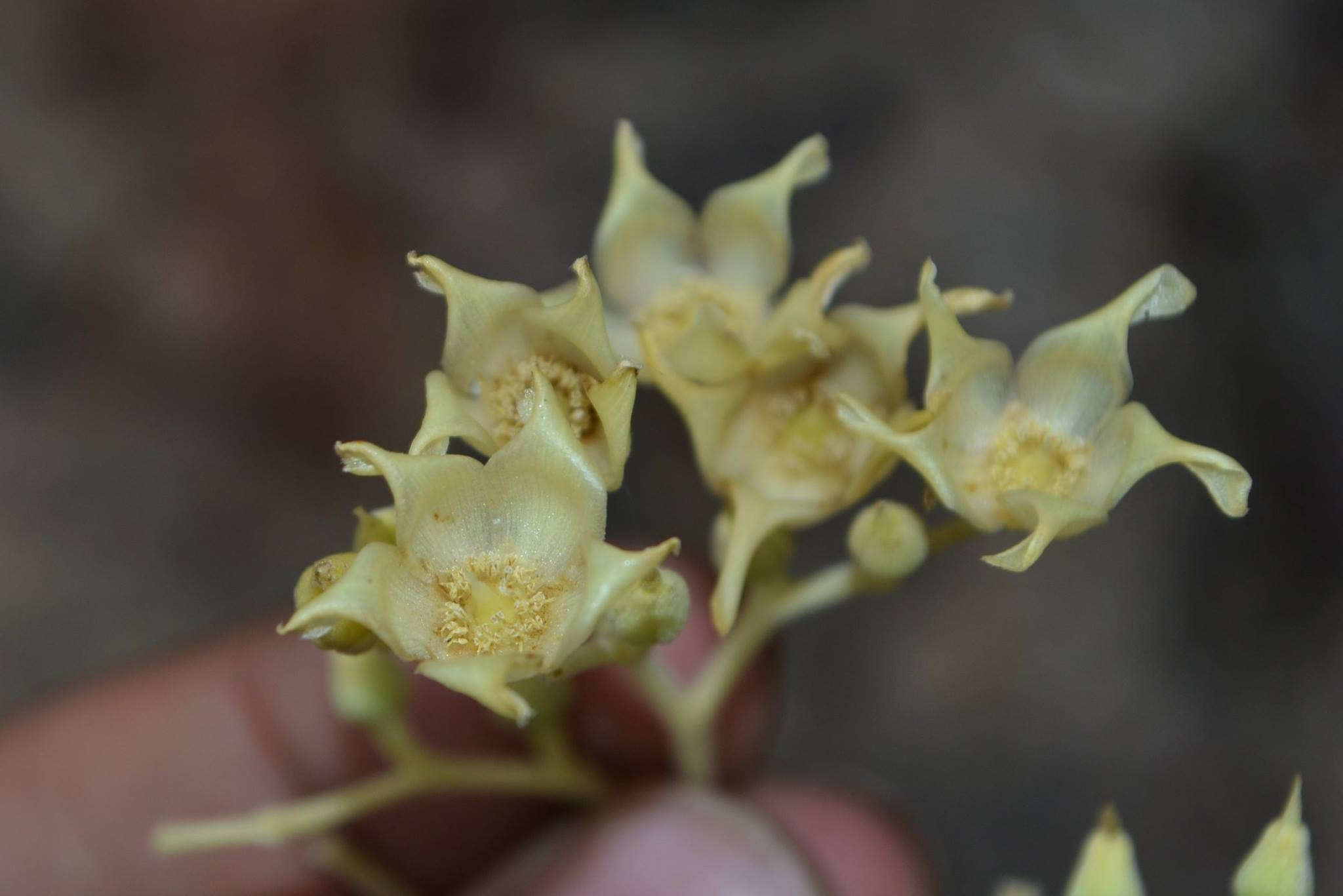
Hoa cây Sala ở Dehradun, Ấn Độ, nhìn từ phía trên

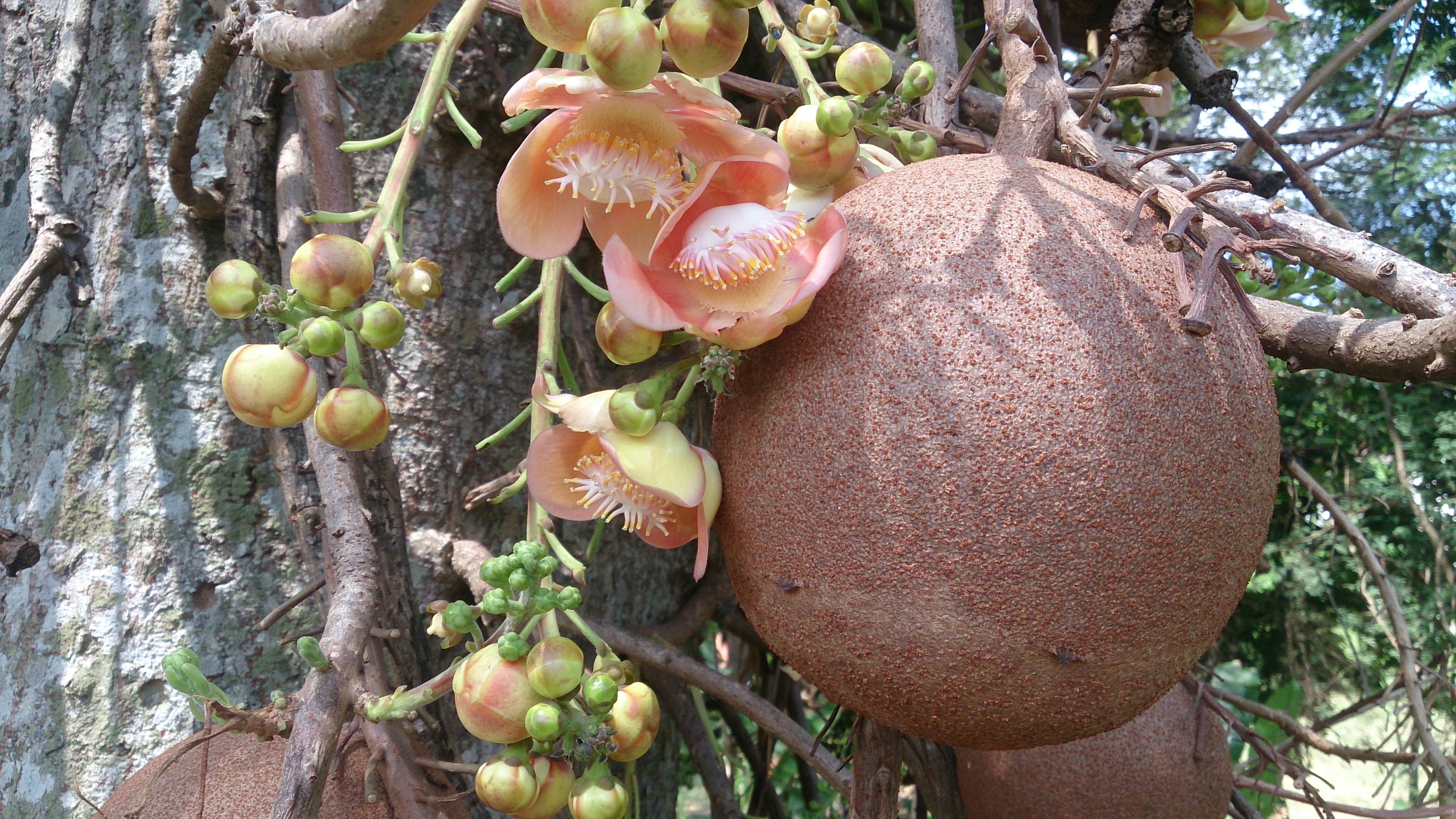
Hoa và quả cây Đầu lân (Couroupita guianensis), loài thường xuyên bị nhầm lẫn với cây sala

Ở châu Á, cây sa la thường bị nhầm lẫn với cây đầu lân (Couroupita guianensis), một loài cây từ vùng nhiệt đới Nam Mỹ được người Anh du nhập vào châu Á vào thế kỷ 19. Kể từ đó, cây đầu lân đã được trồng tại các địa điểm tôn giáo Phật giáo và Ấn Độ giáo ở châu Á với niềm tin rằng nó là cây trong kinh Phật. Ở Sri Lanka, Thái Lan và các quốc gia theo Phật giáo Nguyên thủy khác, loài cây này đã được trồng tại các chùa Phật giáo và các địa điểm tôn giáo khác. Ở Ấn Độ, cây đầu lân đã được trồng tại các đền thờ Shiva và được gọi là Shiv Kamal hoặc Nagalingam vì hoa của nó được cho là giống mũ trùm đầu của thần Naga bảo vệ thần linh Shiva. Một ví dụ về đầu lân được đặt tên nhầm là "cây sala" là ở chùa ở Cung điện Hoàng gia Campuchia ở Phnôm Pênh, Campuchia.
Ở Thái Lan phần lớn người dân đều gọi cây đầu lân và sala bằng cái tên chung là sala. Ngoài ra, cây sala cũng thường bị nhầm lẫn với cây vô ưu (Saraca asoca), thuộc chi Saraca.

## Hình ảnh

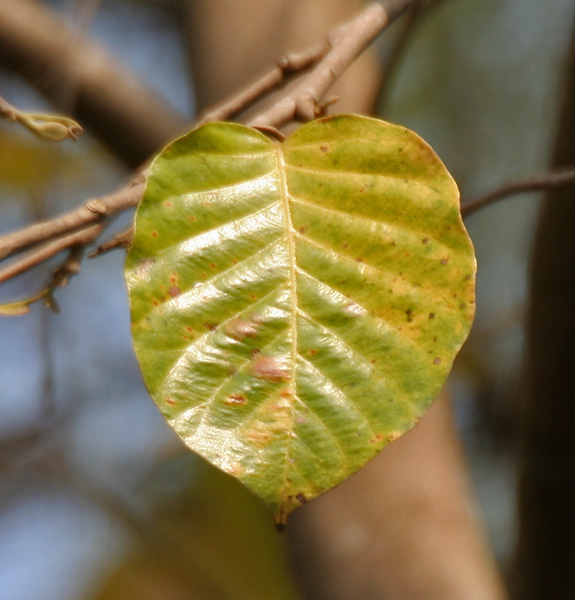
Lá già của cây sala
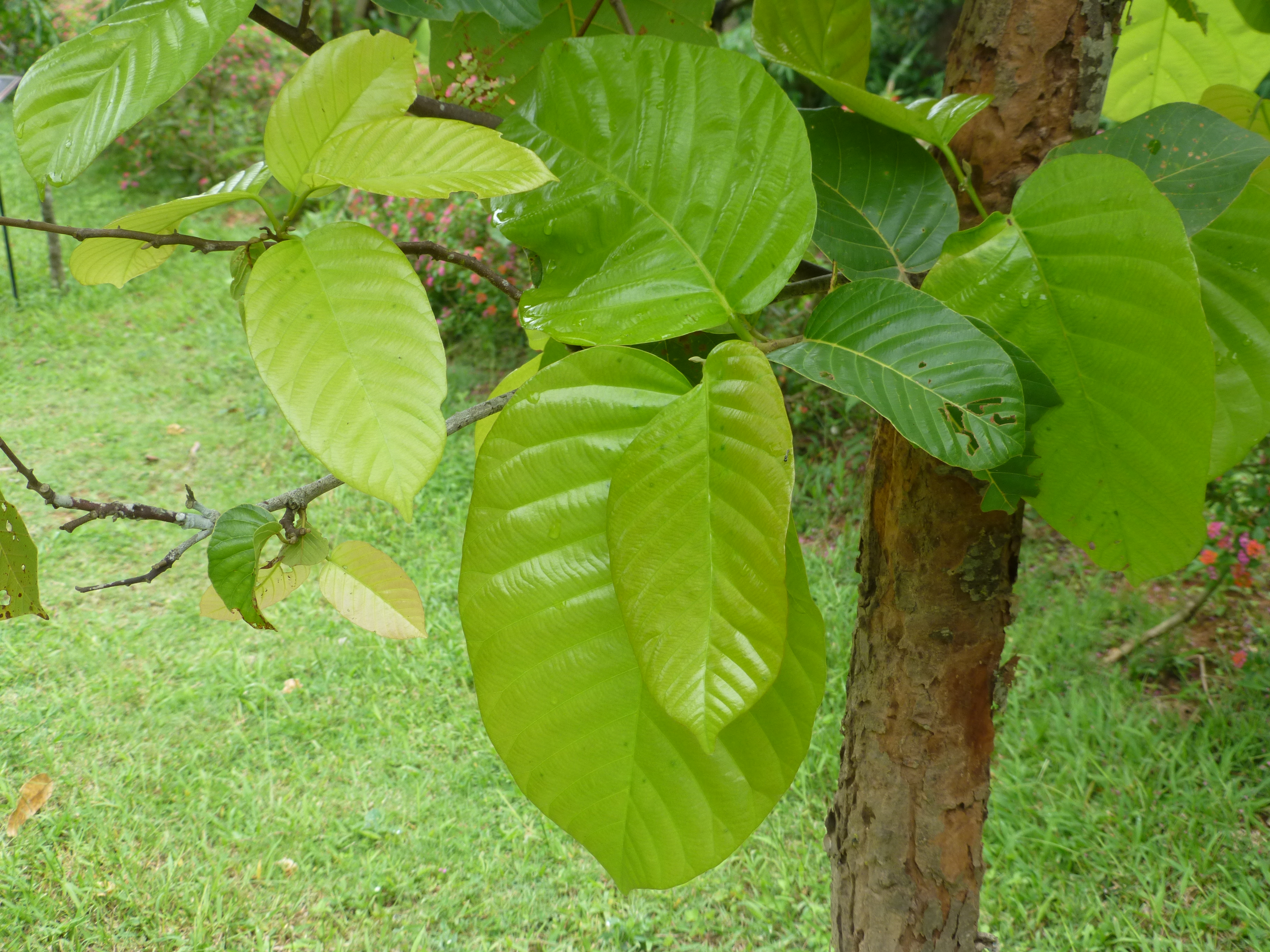
Lá xanh của cây sala
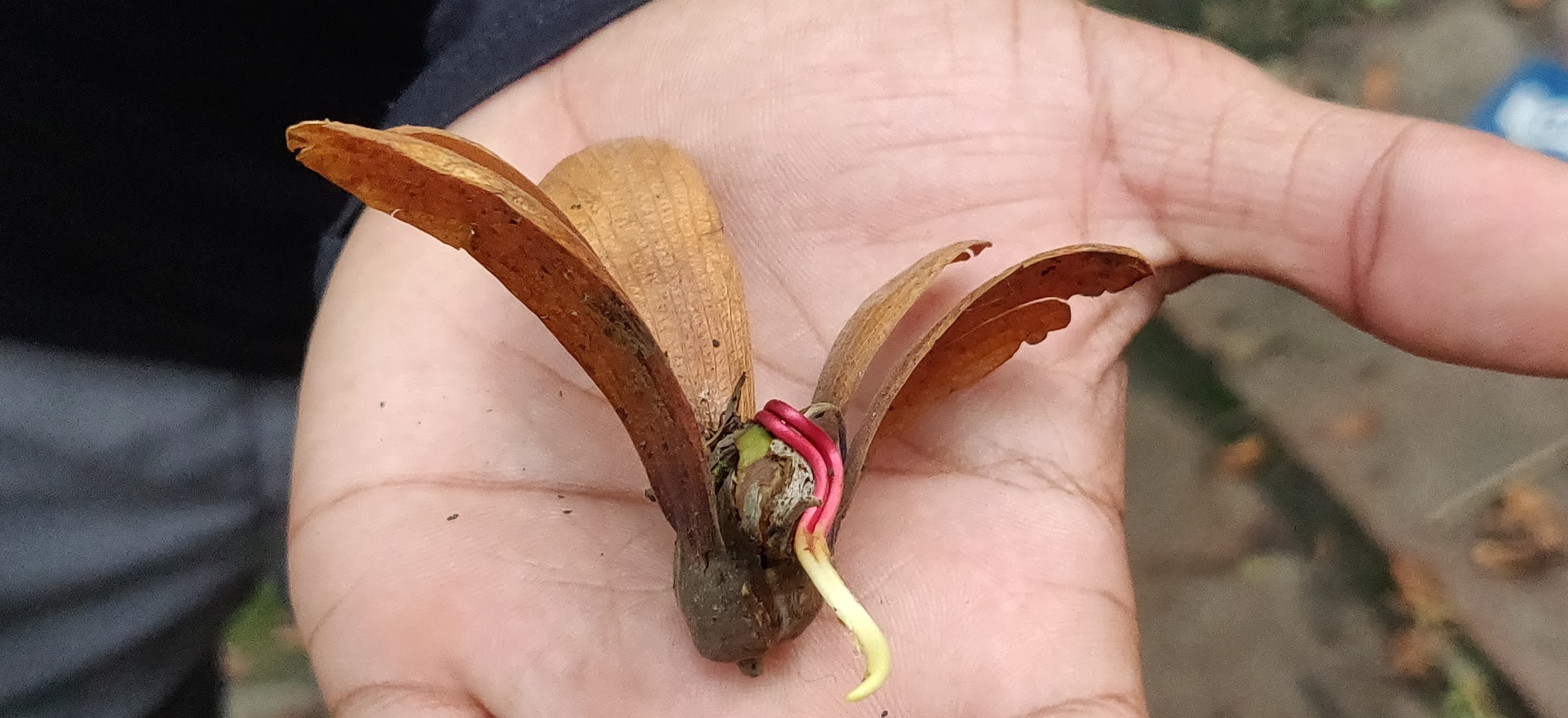
Quả sala đang nảy mầm